# Сердемь
Сердемь — река в России, протекает в Шатковском и Бутурлинском районах Нижегородской области. Устье реки находится в 272 км по левому берегу реки Пьяна. Длина реки составляет 41 км, площадь водосбора составляет 185 км².
Сердемь является сезонной рекой, почти всё протяжение русла реки, за исключением заключительных километров, пересохло и наполняется только в паводок.
Исток реки у села Красные Выселки (Шатковский район) в 28 км к северо-востоку от райцентра, посёлка Шатки. Устье реки находится в 272 км по левому берегу реки Пьяна у н.п. Наумово Бутурлинского района. Верховья реки располагаются в Шатковском районе, нижнее течение — в Бутурлинском. Генеральное направление русла — северо-восток, проходит по безлесой местности. На реке расположены село Большие Печерки и деревня Малые Печерки (Костянский сельсовет, Шатковский район). На заключительных километрах течения периодически уходит под землю в карстовые пустоты. Впадает в Пьяну напротив села Сурадеево.
Имеет 16 притоков и 28 озёр на водосборе. Река протекает по Приволжской лесостепной возвышенности, густо расчленённой долинной сетью, что придает её поверхности увалистые очертания.
Увалы сменяются пологими и волнистыми склонами. Широко развиты овраги и балки. Широко распространены также карстовые формы рельефа: пещеры, провальные воронки. Река на большем протяжении в летнюю межень представляет собой цепь пересыхающих участков. Вода сохраняется только в небольших провалах. У н.п. Наумово в русле существует расширение с резким свалом глубины (обводненный карстовый провал). После н.п. Наумово река исчезает и появляется уже ближе к впадению в реку Пьяну.

## Данные водного реестра
По данным государственного водного реестра России относится к Верхневолжскому бассейновому округу, водохозяйственный участок реки — Сура от устья реки Алатырь и до устья, речной подбассейн реки — Сура. Речной бассейн реки — (Верхняя) Волга до Куйбышевского водохранилища (без бассейна Оки).
Код объекта в государственном водном реестре — 08010500412110000039678.